# Sekaroh
Sekaroh is een bestuurslaag in het regentschap Oost-Lombok van de provincie West-Nusa Tenggara, Indonesië. Sekaroh telt 3622 inwoners (volkstelling 2010).